# Lineage B.1.617
 Denne artikel bør gennemlæses af en person med fagkendskab for at sikre den faglige korrekthed.
    Der er løbende udvikling af SARS-CoV-2-varianter

Lineage B.1.617, også kendt som VUI (Variant Under Investigation)-21APR-01
er en af de kendte varianter af SARS-CoV-2, den virus der kan føre til sygdommen COVID-19.
Denne variant blev først identificeret i Indien 5. oktober 2020
og er blevet betegnet som en "dobbeltmutationsvariant."
Betegnelsen 'dobbeltmutation' henviser til mutationerne hos B.1.617 − til de kodende sekvenser i positionerne 484 og 452 (E484Q og L452R) i spike-proteinet.
Denne terminologi er kontroversiel. En forsker i infektiøse sygdomme Kristian Andersen fortalte radiostationen "National Public Radio" (NPR), at "SARS-CoV-2 muterer hele tiden. Der er mange dobbeltmutationer overalt. Varianten i Indien bør ikke beskrives som sådan."